# Carl Wenzel von Tschepe und Weidenbach
Carl Wenzel von Tschepe und Weidenbach (* 8. Januar 1708 in Gramschütz, bei Namslau; † 8. November 1785 in Brockuth) war ein preußischer Landrat.

## Leben
Carl Wenzel von Tschepe und Weidenbach wurde am 8. Januar 1708 in Gramschütz im Hause seines Großvaters mütterlicherseits geboren. Er ist ein Sohn von David von Tschepe († 1714), kaiserlicher Hauptmann sowie Erb- und Gerichtsherr auf Quickendorf. Dieser war am 16. März 1702 mit Diplom in den böhmischen Adelsstand als von Weidenbach erhoben worden. Seine Mutter war Helena Margaretha, geb. von Prittwitz aus dem Hause Gramschütz. Als er sechs Jahre alt war, starb sein Vater und er kam in die Obhut eines Herrn von Siegroth auf Galbitz (Kreis Oels). 1725 wurde er Page am Hof des Markgrafen Georg Wilhelm von Brandenburg-Bayreuth. Nach dessen Tod am 16. Dezember 1726 ersuchte er um Arbeit an anderen Höfen. Als er keine Anstellung fand, nahm er für zwei Jahre ein Studium der Jurisprudenz an der Universität Altdorf  auf.
Nach seiner Rückkehr in die Heimat übernahm er das Gut Weidenbach seines Vaters. 1756 wurde er von Friedrich II. zum Nachfolger von Julius Friedrich von Pfeil als Landrat des Kreises Frankenstein i. Schles. ernannt. Das Amt als Landrat übte er auch während des Siebenjährigen Kriegs zur „Zufriedenheit seines Königs und des Kreises“ aus. 1762 erwarb er Quickendorf, 1763 legte er das Amt als Landrat krankheitsbedingt nieder. Nachfolger wurde Christian Wilhelm von Prittwitz und Gaffron. Ein Gesuch sein Gut Simmenau an einen bürgerlichen zu veräußern, wurde im Herbst 1774 abgewiesen. 1776 hielt er sich in Bernstadt auf. 1784 erlitt er einen Schlagfluss. Seit dem 7. Oktober 1785 im Krankenbett liegend, beendete ein hinzugekommenes Auszehrungsfieber am 8. November 1785 sein Leben.

## Familie
Carl Wenzel von Tschepe und Weidenbach heiratete im Jahr 1733 Helene Eleonore († 8. September 1743), älteste Tochter des Johann George von Kottulinsky auf Schliesa (oder Schliesch). Aus dieser Ehe gingen 4 Söhne und 5 Töchter hervor, u. a.:
- George David Wenzel von Tschepe und Weidenbach (1735–1804), preußischer Landrat des Kreises Neustadt O.S.
- Karl Gottlieb von Tschepe (1740–1826), königlich-preußischer Generalmajor

In zweiter Ehe war er seit dem 22. September 1746 mit Louise Friederike von Ohlen, Tochter des Karl Gustav von Ohlen, verheiratet. Diese Ehe brachte 3 weitere Söhne und 3 Töchter hervor.
- Johann Friedrich; Stabscapitain beim Regiment von Tauentzien
- Carl Christian; Lieutenant bei dem Grenadier-Bataillon von Gillern
- Carl Moritz; Fähnrich beim Infanterie-Regiment von Götzen
- Charlotte Friederike Helene, verheiratet mit Wilhelm von Hahn auf Dammelwitz
- Eleonore Margaretha Henriette
- Eine dritte Tochter verstarb wohl früh